# Gabriel Heilmann
Gabriel Heilmann (* 1751 in Würzburg; † 1. Januar 1806 ebenda) war ein deutscher Botaniker und Arzt sowie Hochschullehrer.

## Leben
Gabriel Heilmann studierte an der Universität Würzburg und wurde 1778 zum Doktor der Philosophie und Medizin promoviert.
Heilmann wurde Nachfolger des 1778 gestorbenen Arztes und Botanikers Elias Adam Papius und wirkte als Gartenvorstand (1782 Ignatz Barthel Stang nachfolgend) und außerordentlicher Professor für Botanik und Arzneimittellehre („Materia medica“) und 1795 als ordentlicher Professor für Botanik und Materia medica an der Universität Würzburg. 1793 hatte er mit Carl Caspar von Siebold, Johann Georg Pickel und Johann Kaspar Gutberlet ein Gutachten zur Scheintodfrage verfasst, in dem Salmiakgeist, Tabakrauch-Klistiere und „durch die Brust abgegebene elektrische Erschütterungen“ zur Wiederbelebung empfohlen werden. 1799 publizierte Heilmann zwei gynäkologische Abhandlungen (Leucorrhoea oder Fluor albus und Schwangerschaftsvortäuschende Bauchauftreibungen). Heilmann wurde fürstbischöflicher Rat, war Mitglied des akademischen Senats und im Jahr 1800 Dekan der Medizinischen Fakultät. 
Heilmann standen im ihm unterstehenden Botanischen Garten des Juliusspitals etwa 3000 Quadratmeter, wie der Würzburger Professor der Botanik Uwe Buschbom berechnete, zur Anzucht botanischer Gewächse zur Verfügung. Er beschäftigte sich wissenschaftlich eingehend mit der Flora der Umgebung von Würzburg.
Zu Heilmanns Schülern gehörte in den 1780er Jahren Georg Christoph Siebold (* 1767), der erste Sohn von Carl Caspar von Siebold.
Sein Nachfolger als Vorstand des Botanischen Gartens wurde 1806 der Arzt und Botaniker Franz Xaver Heller.

## Schriften
- Observatio de iniectione per nares. Medizinische Dissertation Würzburg 1778 (unter Johannes Petrus Ehlen). Nitribitt, Würzburg 1778 Digitalisat